# Getinge, Eslövs kommun
Getinge är en ort i Eslövs kommun i Skåne län, belägen strax intill Gårdstånga vid gamla E66 (nuvarande E22 går strax utanför).
Getinge är byggt på en sluttning med flera hus som ligger i "Dalen", en tidigare bäckfåra som under 1900-talet bebyggts med bostadshus.
Getinge har gett namn åt Getingevägen i Lund, som är den huvudsakliga vägen ut ur staden åt nordost.